# 毛叶腹水草
毛叶腹水草（学名：Veronicastrum villosulum）为玄参科腹水草属下的一个变种。

## 变种
- 毛叶腹水草刚毛变种（学名：Veronicastrum villosulum var. hirsutum）为玄参科腹水草属下的一个变种。
- 铁钓竿（学名：Veronicastrum villosulum var. glabrum）为玄参科腹水草属下的一个变种。
- 两头连（学名：Veronicastrum villosulum var. parviflorum）为玄参科腹水草属下的一个变种。

## 扩展阅读
維基物種上的相關：毛叶腹水草